# Добрі Желязков

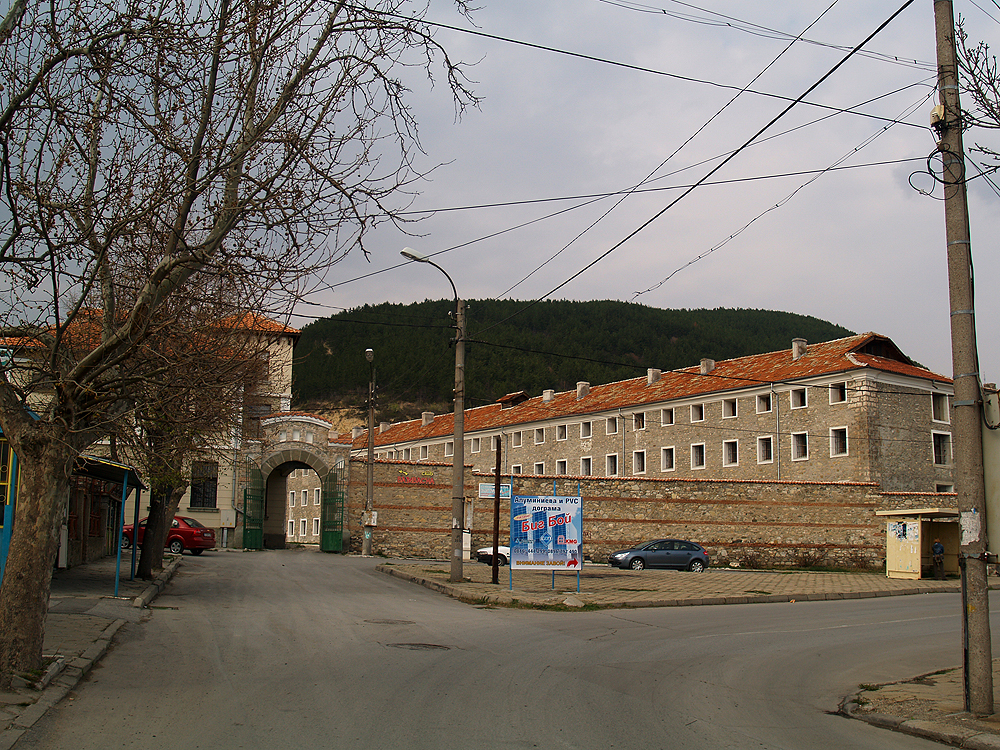
Фабрика Добрі Желязкова, побудована 1834 року

Добрі Желязков (болг. Добри Желязков, нар. 1800 — пом. 1865) — болгарський підприємець, засновник та власник першої текстильної фабрики в Османській імперії. 

## Життєпис
Добрі Желязков народився у 1800 році у Слівені, еялет Сілістра, Османська імперія. Він вчився у грецькій школі у Слівені. Після закінчення навчання, він пробував себе у кількох ремеслах та проявив себе у самотканому пошитті одягу. У 1820-х роках Желязков представив покращений пристрій для чесання шерсті.
1826 року Желязков став співзасновником Таємного братства, разом із доктором Іваном Селімінським. Організація спочатку займалась соціальною роботою, проте переросла в політичне співтовариство. З початком російсько-турецької війни у 1828 році Желязков взяв участь у організації повстання у Слівені. Проте після підписання Адріанопольського мирного договору Желязков змушений був відплисти до Російської імперії у 1830 році. Він оселився в Криму та одружився з емігранткою Марійкою Янакієвою. Він став торгівцем шерсті та одягу, подорожуючи країною та вивчаючи текстильну продукцію. 
1834 року Желязков повернувся з родиною до Слівена та оселився у домі дружини. Там він побудував виробниче приміщення (2,20 м на 4,80 м, з висотою 3,80 м), куди він помістив ткацькі верстати, кардочесальний та прядильний верстат, які були зроблені місцевими ковалями за російськими кресленнями. Желязков найняв працівників та почав виготовляти домотканну та ворсову тканину. 
Шукаючи шляхів для розвитку справи, Желязков поїхав до Стамбула на зустріч із султаном Махмудом II, відомим реформатором. Махмуд був вражений роботою Желязкова, тож 1838 року підписав з ним угоду, за якою офіційно засновувалась слівенська текстильна фабрика. Султанський фірман надавав Желязкову низку прав, включаючи право на поставку тканин для османської армії та адміністрації. Також османський уряд зобов'язувався забезпечити Желязкова необхідним обладнанням та новим приміщенням, натомість Добрі мусив постачати шерсть, омеблювати фабрику, найняти працівників та платити їм зарплатню та продавати вироблену тканину за ціною 22 гроша за один аршин.
1842 року почалось розширення фабрики з побудовою ще одного виробничого приміщення. 1845 року фабрика перейшла у державну власність, а у 1853 року Желязкова, через безпідставні наклепи його конкурентів, виключили із адміністрації управління фабрикою. Його відправили до Ізміту, щоб він побудував ще одну фабрику. До Слівена Желязков повернувся у 1856 році. Незважаючи на всі спроби повернути собі права на фабрику, Желязкову це не вдалося. Він помер у 1865 році у злиднях. 
Робота Желязкова розцінюється як історичне досягнення, яке надало поштовх для розвитку індустрії в усій імперії.